# Ludmila Formanová
 Ludmila Formanová (Čáslav, 2 de janeiro de 1974) é uma ex-atleta tcheca, campeã mundial dos 800 metros em Sevilha 1999.